# Cesare Micheli
Cesare Micheli (Spoleto, 18 maggio 1866 – Roma, 26 febbraio 1943) è stato un medico e politico italiano.

## Biografia
Si diploma al Regio Liceo Pontano nel 1884. Laureato in medicina e chirurgia nel 1890, specializzato in ostetricia e ginecologia, inizia la carriera come assistente effettivo negli Ospedali riuniti di Roma per poi passare assistente effettivo alla Regia Clinica chirurgica dell'università di Roma. Nel 1905 ottiene la libera docenza presso la Regia scuola ostetrica di Roma. Maggiore medico durante la prima guerra mondiale ha proseguito la duplice carriera medica e universitaria raggiungendo le nomine di primario ostetrico negli Ospedali di Roma e la cattedra titolare di Ostetricia e Ginecologia all'Università di Roma. È stato, inoltre:
- Subcommissario dell'Opera nazionale maternità e infanzia (1929-1931)
- Presidente della Federazione romana dell'Opera nazionale maternità e infanzia (1930-1932)
- Direttore tecnico-sanitario della "Guardia ostetrica" di Roma (1935)
- Segretario della Società italiana di ostetricia e ginecologia (1898-1936)
- Membro dell'Accademia medica di Roma
- Membro dell'Accademia lancisiana
- Membro della Società italiana per il progresso delle scienze
- Socio onorario della Società italiana di ostetricia e ginecologia
- Membro del Consiglio nazionale delle ricerche

## Archivio personale
Il suo archivio è depositato alla Biblioteca comunale Giosuè Carducci